# Villalonso
Villalonso est une municipalité espagnole de la communauté autonome de Castille-et-León et de la province de Zamora. En 2021, elle compte 71 habitants.

## Personnalités liées à la commune
- Rufo Gamazo (1923-2014), journaliste et auteur, né à Villalonso.